# حسام فتحي
حسام فتحي لاعب كرة قدم مصري في مركز المهاجم ، من ناشئي الأهلي ، ويلعب حاليًا لنادي جمهورية شبين.

انضم إلى نادي بلدية المحلة في 20 يوليو 2017 في صفقة انتقال حر لمدة ثلاث مواسم وذلك عقب الاستغناء عنه من جانب الجهاز الفني لنادي طنطا ، وفي 5 أغسطس 2017 قرر أكرم عبد المجيد المدير الفني لبلدية المحلة الاستغناء عنه وذلك بعد التعاقد معه مؤخرًا في صفقة انتقال حر لمدة ثلاثة مواسم ؛ بسبب الخلاف حول المقابل المادي إلى جانب رغبة المدير الفني للبلدية في قيد إيهاب فؤاد مهاجم الفريق ، والذي قام بتعديل عقده مع فريق بلدية المحلة.